# The Breakup Guru
Cao thủ chia tay Tiếng Trung: 分手大师, Tiếng Anh: The Breakup Guru) là bộ phim điện ảnh chuyển thể từ vở kịch sân khấu cùng tên của tác giả Du Bạch Mi, do Quang Tuyến, Tranh Tử, Thượng Hải Tuệ Hình Tuệ Ảnh studio hợp tác sản xuất. Bộ phim nằm trong top 4 phim Hoa ngữ ăn khách nhất năm 2014.

## Nội dung
Mai Viễn Quý (Đặng Siêu diễn) là một "Cao thủ chia tay", anh chuyên giúp các cặp đôi chia tay, các cặp vợ chồng ly thân, ly hôn.
Một ngày, khi Mai Viễn Quý quyết định ngừng công việc của mình, anh nhận được một đơn hàng đặc biệt. Một vị khách giàu có muốn chia tay với cô bạn gái Diệp Tiểu Xuân (Dương Mịch diễn). 

## Diễn viên

### Diễn viên chính
| Diễn viên       | Vai                   | Miêu tả | Ghi chú |
| --------------- | --------------------- | --- | ------- |
| Đặng Siêu       | Mai Viễn Quý          | Lấy "Sư phụ chia tay" làm sự nghiệp của mình, vì một lần "phá lệ" và Diệp Tiểu Xuân gặp phải chuyện này, một câu chuyện tình yêu sôi nổi bắt đầu. Có 26 ngoại hình. | [ 1 ]   |
| Dương Mịch      | Diệp Tiểu Xuân        | Sống ở Bắc Kinh một mình, tự lo cơm nước, không đòi hỏi người khác mọi thứ, mang theo khẩu trang bên mình. Hy vọng lớn nhất của Diệp Tiểu Xuân là có thể có được hạnh phúc ổn định, một bến đỗ khi mệt mỏi, vì vậy cô ấy làm việc chăm chỉ, cho dù gặp phải đối thủ như bậc thầy chia tay Mai Viễn Quý tại nơi làm việc, cô ấy vẫn chưa bao giờ bỏ cuộc, chỉ trong đêm khuya thanh vắng, cô mới quay lại với vẻ ngoài là mềm mại. | [ 1 ]   |
| Lương Siêu      | Đường Đại Sơn         | Là một bậc thầy về nghiên cứu sự thành công, ông tự nhận mình là người hài hước, đầy thú vị và có các bài hùng biện được gọi là "nghiên cứu thành công". Để thoát khỏi rắc rối, Mai Viễn Quý, một "bậc thầy chia tay", đã được thuê để giúp anh ta chia tay với Diệp Tiểu Xuân, nhưng cuối cùng anh ta phải chịu đựng. |         |
| Hứa Khả Gia     | Lão Lục               | |         |
| Liễu Nham       | Liễu Nham             | Nữ biên tập viên xinh đẹp | [ 2 ]   |
| Cổ Lực Na Trát  | Tiểu Trang            | Khách du lịch, Bạn gái của Hàn Hàn, Mai Viễn Quý được Hàn Hàn thuê để quyến rũ, để tiến tới chia tay. Cô vẫn luôn tin Labraka (Nhân vật do Mai Viễn Quý hóa thân thành) là vua của Mauritius. | [ 3 ]   |
| Tần Việt        | Hắc Ca                | Thành viên của Hắc Lộ Bài |         |
| Loan Nguyên Huy | Lộ Lộ                 | Thành viên của Hắc Lộ Bài | [ 4 ]   |
| Triệu Man Trúc  | Bài Cốt               | Thành viên của Hắc Lộ Bài | [ 5 ]   |
| Đặng Học Đông   | Người già ngồi xe lăn | |         |

### Khách mời
| Diễn viên       | Vai                      | Miêu tả                                  | Ghi chú            |
| --------------- | ------------------------ | ---------------------------------------- | ------------------ |
| Hàn Hàn         | Hàn Hàn                  | Bạn trai Tiểu Trang                      | Khách mời đặc biệt |
| Tôn Lệ          | Tôn Lệ                   | khách hàng mà Mai Viễn Quý giúp chia tay |                    |
| Kim Tinh        | Kim Tinh                 |                                          |                    |
| Đại Lạc Lạc     | Đại Lạc Lạc              | Khách hàng mà Mai Viễn Quý giúp chia tay |                    |
| Du Bạch Mi      |                          |                                          |                    |
| Tào Khả Phàm    |                          |                                          |                    |
| Vương Quán      |                          |                                          |                    |
| Ngô Kinh        | Ngô Kinh                 |                                          | [ 6 ]              |
| Tạ Nam          | Tạ Nam                   | Khách hàng mà Mai Viễn Quý giúp chia tay | [ 6 ]              |
| Thân Tuyết      | Thân Tuyết               | Khách hàng mà Mai Viễn Quý giúp chia tay |                    |
| Triệu Hoành Bác | Triệu Hoành Bác          |                                          |                    |
| Vương Khải      |                          |                                          | Cameo              |
| Điền Hồng Vũ    |                          |                                          |                    |
| Quách Bằng      |                          |                                          |                    |
| Lưu Viên Viên   |                          |                                          |                    |
| Kỷ Tư Hàm       | Diệp Tiểu Xuân (Lúc nhỏ) |                                          |                    |

## Quá trình sản xuất

### Chuẩn bị
Tháng 8 năm 2013, theo danh sách do Tổng cục tin tức xuất bản Trung Quốc phát hành, "Cao thủ chia tay" nằm trong danh sách các bộ phim được cấp phép sản xuất, đồng thời cũng là hạng mục trọng điểm của Tập đoàn Quang Tuyến trong năm 2014. Bộ phim do Đặng Siêu và Du Bạch Mi đồng đạo diễn.
Du Bạch Mi cho biết: "Tuy bộ phim được cải biên từ vở kịch cùng tên, nhưng nội dung có nhiều thay đổi so với kịch bản gốc, phim chỉ giống kịch bản gốc từ 5 - 10%"
Các cảnh quay của "Cao thủ chia tay" chủ yếu tiến hành tại Bắc Kinh, một số ngoại cảnh khác sẽ quay tại nước ngoài. Phim khởi quay từ tháng 10 năm 2013, dự kiến ra mắt trong năm 2014

### Quay phim
"Cao thủ chia tay" bắt đầu khởi quay từ ngày 12 tháng 10 năm 2013, tại Sân vận động quốc gia Tổ chim. Đầu tháng 1 năm 2014, bộ phim hoàn thành các cảnh quay trong nước, bắt đầu  tiến hành quay ngoại cảnh tại đảo quốc Mauritius. Ngày 24 tháng 1 năm 2014, đoàn làm phim hoàn thành mọi cảnh quay

## Nhạc phim
| Tên                                  | Ca sĩ                    | Loại     |
| ------------------------------------ | ------------------------ | -------- |
| Âm vang trong cơn sốc (山谷里的回声) | Vũ Tuyền, Đặng Siêu      | OST      |
| Hello World                          | Chu Bút Sướng. Đặng Siêu | Sáp khúc |
| Sweet Chocolate                      | Đặng Siêu                | Sáp khúc |